# 藤田康範
藤田 康範（ふじた やすのり、1968年 - ）は、日本の経済学者。慶應義塾大学経済学部教授。

## 経歴
1987年に武蔵高等学校を卒業後、1992年に慶應義塾大学経済学部を首席で卒業し、学士（経済学）を取得する。その後、慶應義塾大学大学院経済学研究科修士課程、同博士課程を経て、2006年に東京大学大学院工学系研究科博士課程を修了する。博士論文『経営戦略の数理モデル構築に関する研究』[2]により、博士（工学）を取得[2][3]。1994年に慶應義塾大学経済学助手となり、1997年に同専任講師、2000年に助教授となる。現在は教授に昇任している。
「自由研究セミナー」「金融リテラシー」「研究会」「経済政策のミクロ分析」「金融資産市場論」「制度政策論演習」を担当しており、かつては「インバウンド観光ビジネス創造論」「中小企業金融論」「日本経済の現状と問題」等を担当した経験もある。

慶應義塾大学以外の大学では、東京大学大学院人文社会系研究科 客員教授、早稲田大学大学院スポーツ科学研究科 非常勤講師、横浜国立大学経済学部 非常勤講師、静岡文化芸術大学 非常勤講師、郵政研究所客員研究員　自治大学校 非常勤講師等を歴任。

中学・高校の免許も持っており、開成高校、私立武蔵高校、慶應女子高校、慶應義塾高校、慶應義塾中等部などで指導経験があり、香川県藤井学園野球部の総監督も務めている。

慶應義塾大学では長名寛明教授の指導を受ける[4]。長名ゼミの先輩に中村慎助教授と藤原グレーヴァ香子教授がいる[4]。大学院の後半からは神谷傳造教授の指導を受け、その後、東京大学大学院工学系研究科・松島克守・松尾豊研究室において博士号を取得した。藤田の学部研究会出身の著名人として米良はるか等がいる[5][6]。応用経済学会の理事である一方、学際的アプローチからの研究も行っていて、経済物理学系の雑誌であるPhisica A等にも論文が掲載されている。

実学としての経済学にも興味を持ち、慶應義塾の経済研究所内に設立した研究センターのセンター長として研究・戦略立案を行うと同時に、その実施機関として一般社団法人インバウンド観光総研を設立し、代表理事として地域活性化や地方創生に関わり、メタバースを利用したプロジェクトを行っている。最近では、研究会の学生と共に群馬県伊勢崎市や長野県諏訪市のPRイベントをVR空間で行ったり、長野県岡谷市のフードロス解消のため、傷ついたリンゴを使って慶應義塾大学日吉キャンパスにてクレープを販売し収益を市に寄付したり、新潟県燕三条市の職人の技を世界に広めるための動画製作を行ったりしている。村上財団の理事でもある。
世界的に謎の人脈があり、2019年にローマ教皇が来日した際には、「『奇跡の一本松』から十字架を制作し、ローマ教皇に祈っていただいて、陸前高田市に寄贈する」という被災地支援のプロジェクトを行って三田評論2020年2月号に掲載されたり、アルフレッド・ノーベルの子孫にあたるマイケル・ノーベル博士を毎年慶應義塾大学の自身の講義に招聘し学生にスピーチをしてもらうなど、社会貢献や学生支援の活動に役立てている。

延期を発表していた世界最大級のチャリティGALAイベント「Global Gift Gala in Tokyo 2022」12月5日（月）に開催決定。

## 論文

### [査読論文]
[1]Yasunori Fujita (2021) Does vaccinations reduce the COVID-19 infection? Archives of Business Research.
[2]Yasunori Fujita (2021) Better than nothing?: consequence of incomplete treatment of COVID-19 Business Management and Economics Research
[3]Yasunori Fujita (2021) What will happen to number of the infected if accuracy of the PCR test improves?. International Journal of Research
[4]Yasunori Fujita (2020) Does vaccinations reduce the COVID-19 infection? Archives of Business Research
[5]Yasunori Fujita (2020) How Could We Prevent Spread of the Coronavirus without Deteriorating Economy? Modern Economy, 11(7).
[6]Yasunori Fujita (2020) How much should government compensate firms for suspension of their businesses in order to fight off the new coronavirus? Theoretical Economics Letters, 10(3).
[7]Yasunori Fujita (2020) When should we Start the Lockdown and How Long should it be? Modern Economy, 11(5).
[8] Yasunori Fujita (2018) Does“Higher Wall”Hinder Immigration?, Research in World Economy, 9(1).
[9] Yasunori Fujita (2018) Counter Cowbell Effect in a Stochastic Market: Does Subsidy Really Induce Foreign Direct Investment? Modern Economy, 9(4).
[10] Yasunori Fujita (2018) Luxury Goods vs. Necessity Goods: Which Goods Contribute to Enhancement of the National Wealth? International Journal of Research.
[11] Yasunori Fujita (2017) Income Inequality Generates Chaos, Journal of Modern Physics, 8(4).
[12] 藤田康範・藤本隆宏(2017)「積極的現場指向企業」の存在条件：生産性向上と有効需要創出に関する内生モデルの検討『經濟學論集』81(4).
[13] Yasunori Fujita (2016) Centralization vs. decentralization: effect of referendum on provision of public goods, Inidian Journal of Research.
[14] Yasunori Fujita (2016) Analytical Modeling Research for Luxury Fashion Products: Optimal timing of brand extension in a stochastic market, in Handbook on Luxury Fashion Retail Management (J.Choi ed) Springer
[15] Yasunori Fujita (2016) Backfiring Effect of Uncertain Trade Policy, Modern Economy, 7(5).
[16] Yasunori Fujita (2016) Irrelevance theorem reconsidered for a mixed market with heterogeneous private firms, International Journal of Economic Theory and Application .
[17] Yasunori Fujita (2016) Value of Waiting and Excess Entry Theorem, Theoretical Economics Letters, 6 (2).
[18] Yasunori Fujita (2016) Optimal Amount and Timing of Investment in a Stochastic Dynamic Cournot Competition, Theoretical Economics Letters, 6 (1).
[19] Yasunori Fujita (2016) Piketty’s capital-income theory reconsidered for a small open economy with increasing savings rate, Open Journal of Statistics, 6 (1).
[20] Yasunori Fujita (2015) A new look at fiscal sustainability: an attempt to reveal the relationship between the sustainability of external debt and the inequality, Economics and Business Letters, 4(4).
[21] Yasunori Fujita (2015) Sequential Forest Harvesting in a Stochastic Environment, International Journal of Management and Economics Invention, 1(8).
[22] Yasunori Fujita (2015) Cournot Duopoly under Asymmetric Demand Uncertainty, Indian Journal of Research, 4(10).
[23] Yasunori Fujita (2015) Market switching strategy in a stochastic business environment: from an early market to a mature market, International Journal of Management, 1(7).
[24] Yasunori Fujita (2015) Stochastic Environmental Dynamics and Migration: An Extension of the Harris and Todaro Model, International Journal of Management and Economics Invention, 1(7).
[25] Yasunori Fujita (2015) Missing equation in Piketty’s r-g theory, Economics and Business Letters, 4(2).
[26] Yasunori Fujita (2013) Optimizing Fashion Branding Strategies: Management of Variety of Items and Length of Lifecycles in a Stochastically Fluctuating Market, in Fashion Branding and Consumer Behaviors (J.Choi ed) Springer.
[27]藤田康範 (2010)「ビジネスモデルの経済分析に向けて」ビジネスモデル学会 『ビジネスモデル論 論考集』第１巻 
[28] Yasunori Fujita (2010) A New Look at Pollution Control: Timing of the Adoption of New Technology in a Stochastic Economy, The Annual Report of Economic Science, 48.
[29]Yasunori Fujita (2009) Stochastic Wage Dynamics and Migration: An Extension of Harris and Todaro Model, The Annual Report of Economic Science, 47.
[30] Yasunori Fujita (2009) A New Formulation of Strategic Interactions in a Fluctuating Market, International Journal of Operational Research, 6(1).
[31]Yasunori Fujita (2008) Who loses from levying tariff?: reconsideration of trade policy for a stochastically fluctuating economy, The Annual Report of Economic Science, 46.
[32] Yasunori Fujita (2008) Demand fluctuation, Urban Workers and Welfare: An Extension of the Harris and Todaro Model, Studies in Regional Science, 38(1).
[33] Yasunori Fujita (2008) A new Look at Fashion Brand Management-product switching strategies in the face of imitation, Research Journal of Textile and Apparel, 12(3).
[34] Yasunori Fujita (2008) Competition and Welfare for a Stochastically Fluctuating Market, Physica A: Statistical Mechanics and its Applications, 387(12). 
[35] Yasunori Fujita (2008) Excess Entry Theorem Reconsidered for a Stochastically Fluctuating Economy with Irreversible Decisions, Studies in Applied Economics, 1.
[36] Yasunori Fujita and Masatoshi Mori (2007) Optimal Product Mix Strategy Reconsidered for a Stochastic Fluctuating Economy, Journal of Industrial Management Association, 58(6).
[37] Yasunori Fujita (2007) Toward a New Modeling of International Economics: An Attempt to Reformulate an International Trade Model Based on Real Option Theory, Physica A: Statistical Mechanics and its Applications, 383(2).
[38] Yasunori Fujita (2007) A New Analytical Framework of Agile Supply Chain Strategies’, International Journal of Agile Systems and Management, 2(4).
[39] 藤田康範（2007）「製品周期戦略のプロジェクトマネジメント」『プロジェクトマネジメント学会誌』9(6).　
[40] 藤田康範（2007）「製品切替戦略に関する研究」『ビジネスモデル学会論文誌』　
[41] 藤田康範（2007）「不確実性下の複占市場における製品切替戦略」『日本経営工学会論文誌』58(5).
[42] Yasunori Fujita (1997) The Effect of Entry Barriers in a "Mixture" Market, Keio Economic Studies 34(2).　
[43] 吉野直行・藤田康範（1996）「公的金融と民間金融が併存する金融市場における競争と経済厚生」『経済研究』47(4).

### [その他論文]
[1] 藤田康範（2014）「被曝による被害vs.被曝を避けることによる被害―予防原則の最適停止理論的分析」『三田学会雑誌』106(3).
[2]　藤田康範（2012）「リアル・オプション理論の応用分析」『Market Solutions Review 第28号 特集：FATCAを取り巻く金融環境』
[3]　藤田康範（2011）「成熟した債権国へ、日本の条件㊦　資産運用の拠点化目指せ」日本経済新聞朝刊　経済教室.
[4]　藤田康範（2011）「最適停止理論に基づくハリス=トダロ・モデルの再構築の試み」『三田学会雑誌』103(4).
[5]  藤田康範（2009）「最適停止理論と市場均衡理論の接合の試み―過剰参入定理の再検討」『武蔵大学論集　黒坂佳央教授　還暦記念号』
[6]  藤田康範（2006）「中小企業金融と信用保証」樋口美雄・竹内英二編著『マイクロビジネス入門』中小企業リサーチセンター　所収.
[7]  藤田康範（2005）「温暖化ガス排出抑制のための国内対策のあり方に関する試論－戦略的貿易政策下での戦略的国内割当」『三田学会雑誌』98(1).
[8]  藤田康範（2004）「中小企業活性化に向けての公的金融の役割」『国民生活金融公庫　調査季報』2004年11月号.
[9]  藤田康範（2003）「新しいマクロ経済学と金融・財政政策の機能」小澤太郎・中村慎助・グレーヴァ香子編著『公共経済学の理論と実際』東洋経済新報社　所収.
[10]  藤田康範（2003）「過剰債務問題と公的金融」『三田学会雑誌』95(4).
[11]  藤田康範（2002）「確率的変動下における排出権の最適供給時期および市場均衡」『三田学会雑誌』95(3).
[12]  藤田康範（2002）「直接投資による汚染技術の伝播と発展途上国の環境規制」細江守紀・藤田敏之編著『環境経済学のフロンティア』剄草書房　所収.
[13]  藤田康範（2002）「廃棄物処理費用支払いの経済分析」伊藤幹夫・大平哲編著『マクロ経済学の方法・理論と実証・政策』お茶の水書房　所収.
[14]  藤田康範（2001）「排出権取引vs技術移転：地球温暖化問題解決に向けての我国の役割」『三田学会雑誌』94(2).
[15] 藤田康範（1999）「CDM採用のための諸条件の検討」『三田学会雑誌』92(3).
[16] 藤田康範（1999）「排出権取引とCDM (Clean Development Mechanism) の複合効果」『三田学会雑誌』92(2).
[17] 藤田康範（1999）「公的住宅金融機関の存在意義の検討」『住宅土地経済』No.33 1999 Summer. 
[18] 藤田康範（1998）「マンデル＝フレミング・モデルの再検討」『三田学会雑誌』91(3).
[19] 藤田康範（1998）「金融ビッグバン、企業のライフサイクルと公的金融」『三田学会雑誌』91(1).
[20] 藤田康範（1998）「郵便貯金の行動原理と民間銀行利潤・経済厚生」『郵政研究所月報』117. 
[21] 藤田康範（1998）「容積率抑制規制と開発権売買市場設置の複合効果」『住宅問題研究』14(2). 
[22] 藤田康範（1998）「住宅金融公庫の融資期間のあり方に関する検討」『住宅問題研究』14(1). 
[23] 藤田康範（1997）「財投運用縮小の経済分析」『住宅問題研究』13(3). 
[24] 藤田康範（1997）「ローカルコンテント政策とアンチダンピング政策の複合効果」『三田学会雑誌』90(2).
[25] 藤田康範（1997）「刈分小作制度の内在的優等性の理論的解明」『三田学会雑誌』89(4).
[26] 藤田康範（1996）「利子率に関する危険増加と貯蓄行動－異時点間の代替の弾力性 vs 危険回避度」『三田学会雑誌』89(2).
[27] 藤田康範（1995）「『コントロールされた金融自由化』における公的金融の役割」『三田学会雑誌』88(3).
[28] 藤田康範（1995）「アンチダンピング政策の経済分析」『三田学会雑誌』88(2).

### [博士論文]
藤田康範（2006）「経営戦略の数理モデル構築に関する研究」東京大学

### [書評,文献紹介等]
[1]藤田康範（2021）「生命の網のなかの資本主義　ジェイソン・W・ムーア著　自然の高騰がもたらす危機」日本経済新聞朝刊2021/12/04
[2]藤田康範（2020）「BIG BUSINESS　タイラー・コーエン著 誤解されがちな大企業擁護」日本経済新聞朝刊2020/10/03
[3]藤田康範（2020）「移民の経済学　友原章典著　海外事例が示す日本の指針」日本経済新聞朝刊2020/04/04
[4] 藤田康範（2019）「ワン・デバイス　ブライアン・マーチャント著　壮大なiPhone開発物語」日本経済新聞朝刊2019/09/07
[5] 藤田康範（2019）「データ資本主義　ビクター・マイヤー=ショーンベルガー　ーマス・ランジ　著　斬新な未来図示し常識覆す」日本経済新聞朝刊2019/06/01
[6] 藤田康範（2018）「トラスト　レイチェル・ボッツマン著 「分散された信頼」の社会解く」日本経済新聞朝刊2018/10/20
[7] 藤田康範（2018）「ゲーム理論はアート　松島斉著 制度設計の原理説く入門書」日本経済新聞朝刊2018/04/07
[8] 藤田康範（2017）「錬金術の終わり、マーヴィン・キング著――中央銀行のあり方問い直す」日本経済新聞朝刊2017/08/05
[9] 藤田康範（2016）「ルービンシュタイン ゲーム理論の力　アリエル ルービンシュタイン著　人々の合理性を問う「数理文学」」日本経済新聞朝刊2016/10/16
[10] 藤田康範（2016）「エンゲルス　トリストラム・ハント著　矛盾多き人生解明し名誉回復」日本経済新聞朝刊2016/06/19
[11] 藤田康範（2016）「貿易自由化の理念と現実　阿部顕三著 論争の構図や課題　冷静に分析」日本経済新聞朝刊2016/02/21
[12] 藤田康範（2015）「気候カジノ　ウィリアム・ノードハウス著 経済成長と温暖化防止の両立を模索」日本経済新聞朝刊2015/05/11
[13] 藤田康範（2014）「経済行動と宗教　寺西重郎著 消費者の「顔」見続けた日本の成長」日本経済新聞朝刊2014/12/08
[14] 藤田康範（2014）「アダム・スミスとその時代　ニコラス・フィリップソン著 多様な視点から解く未完の「人間学」」日本経済新聞朝刊2014/09/16
[15] 藤田康範（2014）「なぜ貧しい国はなくならないのか 正しい開発戦略を考える」日本経済新聞朝刊2014/05/12
[16] 藤田康範（2013）「人びとのための資本主義　ルイジ・ジンガレス著 入り組んだ現代の既得権益」日本経済新聞朝刊2013/09/25
[17] 藤田康範（2013）「私たちはなぜ税金を納めるのか　諸富徹著　欧米の思想史から大局的に考察」日本経済新聞朝刊2013/07/14
[18] 藤田康範（2002）「武蔵大学金融学科・安達智彦著『素朴な疑問「金融」って何だろう？』」『経済セミナー』日本評論社　2002/10

## 著書
[1] 藤田康範（2001）『通商政策への新たな視点』三菱経済研究所
[2] 藤田康範（2000）『地球温暖化対策の基礎理論』三菱経済研究所

## その他
[1] 藤田康範（2015）『コミックでわかるピケティ入門』KADOKAWA/中経出版
[2] 藤田康範（2013）『金融経済のための統計学入門』日本実業出版社
[3] 藤田康範（2013）『図解　世界一わかりやすい経済学の授業』中経出版
[4] 藤田康範（2012）『最強の「経済理論」集中講義』日本実業出版社
[5] 藤田康範（2011）『経済戦略のためのモデル分析入門』慶應義塾大学出版会
[6] 藤田康範（2010）『Wall Streetの英語』シグマベイスキャピタル
[7] 藤田康範（2009）『ビギナーズ　マクロ経済学』ミネルヴァ書房
[8] 藤田康範（2008）『ビギナーズ　ミクロ経済学』ミネルヴァ書房
[9] 藤田康範（2008）『経済金融のための数学』シグマベイスキャピタル
[10]藤田康範（2008）『マクロ経済理論の基礎』慶應義塾大学出版会
[11]黒坂佳央・藤田康範編（2008）『現代の金融市場』慶應義塾大学出版会
[12]吉野直行・藤田康範編（2008）『金融資産市場論』慶應義塾大学出版会
[13]吉野直行・藤田康範編（2007）『中小企業金融と金融環境の変化』慶應義塾大学出版会
[14]吉野直行・藤田康範・土居丈朗編（2006）『中小企業金融と日本経済』慶應義塾大学出版会
[15]アデッセ・藤田康範研究室・中嶋 寿康（2006）『図解入門ビジネス 最新株式公開の基本と実務がよーくわかる本』秀和システム
[16]藤田康範（2004）『よくわかる金融と金融理論』学陽書房
[17]藤田康範（2003）『よくわかる経済と経済理論』学陽書房